# دينيس مينتشوف
دينيس مينتشوف (بالروسية: Меньшов, Денис Николаевич)‏ مواليد 25 يناير 1978 في أوريول، الاتحاد السوفيتي، هو دراج روسي سابق في صنف سباق الدراجات على الطريق. سبق أن شارك في دورة الألعاب الأولمبية الصيفية.

## التصنيف
| السنة     | 2003 | 2004 | 2005 | 2006 | 2007 | 2008 | 2009 | 2010 | 2011 | 2012 | 2013 |
| --------- | ---- | ---- | ---- | ---- | ---- | ---- | ---- | ---- | ---- | ---- | ---- |
| تصنيف UCI | 116  | 27   |      |      |      |      |      |      |      |      |      |
| بروتور    |      |      | 14   | 28   | 6    | 29   |      |      |      |      |      |
| العالم    |      |      |      |      |      |      | 15   | 15   |      |      |      |
| العالم    |      |      |      |      |      |      |      |      |      | 97   |      |
| أوروبا    |      |      |      |      |      |      |      |      | 127  |      | -    |
|           |      |      |      |      |      |      |      |      |      |      |      |
| مصدر: UCI |      |      |      |      |      |      |      |      |      |      |      |

== سباقات أو مراحل فاز بها ==
| التاريخ        | السباق                        | المركز                                                                  |
| -------------- | ----------------------------- | ----------------------------------------------------------------------- |
| 01 يناير 1996  | 1996 Grand Prix of Sochi      | الفائز في التصنيف العام                                                 |
| 08 مارس 1997   | طواف رودس الدولي 1997         |                                                                         |
| 10 أبريل 1997  | The Paths of King Nikola 1997 | الفائز في التصنيف العام                                                 |
| 01 يناير 1999  | 1999 Nafarroako Itzulia       | التاسع في التصنيف العام                                                 |
| 17 يونيو 2001  | سباق دوفين للدراجات 2001      | العاشر في تصنيف الجبال، السابع في التصنيف العام، الثامن في تصنيف النقاط |
| 15 سبتمبر 2001 | تور دي أفينير 2001            | الفائز في التصنيف العام                                                 |
| 16 يونيو 2002  | سباق دوفين للدراجات 2002      | السادس في التصنيف العام، السادس في تصنيف الجبال، التاسع في تصنيف النقاط |
| 24 مايو 2003   | 2003 فولتا كاستيلا ليون       |                                                                         |
| 27 يوليو 2003  | سباق طواف فرنسا 2003          | الأول في تصنيف أفضل شاب، المرتبة 11 في التصنيف العام                    |
| 24 أغسطس 2003  | 2003 Clásica a los Puertos    | الفائز في التصنيف العام                                                 |
| 01 يناير 2004  | طواف برغش 2004                |                                                                         |
| 09 أبريل 2004  | طواف إقليم الباسك 2004        | الفائز في التصنيف العام                                                 |
| 18 أبريل 2004  | فويلتا أراغون 2004            |                                                                         |
| 01 مايو 2005   | طواف روماندي 2005             |                                                                         |
| 27 مايو 2007   | فولتا كاتالونيا 2007          |                                                                         |
| 23 سبتمبر 2007 | طواف إسبانيا 2007             | الفائز في التصنيف العام، الفائز حسب تصنيف المجموعة                      |
| 08 مارس 2009   | فولتا مورسيا 2009             | الفائز في التصنيف العام                                                 |
| 31 مايو 2009   | طواف إيطاليا 2009             | الفائز في التصنيف العام                                                 |
| 07 مارس 2010   | فولتا مورسيا 2010             |                                                                         |
| 02 مايو 2010   | طواف روماندي 2010             |                                                                         |
| 06 مارس 2011   | فولتا مورسيا 2011             |                                                                         |

## روابط خارجية
- دينيس مينتشوف على موقع الاتحاد الدولي للدراجات (الإنجليزية)
- دينيس مينتشوف على موقع أرشيف الدراجات (الإنجليزية)
- دينيس مينتشوف على موقع إحصائيات الدراجات الإحترافية (الإنجليزية)
- دينيس مينتشوف على موقع نسبة الدراجات (الإنجليزية)
- دينيس مينتشوف على موقع CycleBase (الإنجليزية)
- دينيس مينتشوف على موقع أوليمبيديا (الإنجليزية)
- الموقع الرسمي